# Agnez Mo
Agnez Mo è un album discografico in studio dell'artista indonesiana Agnez Mo.

## Il disco
Si tratta del primo album in lingua inglese e del primo album con questo nuovo nome d'arte per la cantante, conosciuta già come Agnes Monica. L'album è uscito nel giugno 2013.

## Singoli
Il primo singolo estratto dal disco è Walk.

## Tracce
1. Hide & Seek – 3:48
2. Walk – 3:20
3. Bad Girl – 3:55
4. Flyin' High – 2:53
5. Got Me Figured Out – 3:48
6. Things Will Get Better – 4:07
7. Renegade – 3:23
8. Be Brave – 3:49
9. Let's Fall in Love Again – 3:17
10. Shut 'Em Up – 2:55